# Hermannia kanoi
Hermannia kanoi är en kvalsterart som beskrevs av Aoki 1959. Hermannia kanoi ingår i släktet Hermannia och familjen Hermanniidae. Inga underarter finns listade i Catalogue of Life.